# 高-阿尔格斯海姆
高-阿尔格斯海姆（德語：Gau-Algesheim，發音：[ɡaʊ ˈʔalɡəshaɪm] ⓘ）是德国莱茵兰-普法尔茨州美因茨-宾根县的城市，面积13.99平方千米，2023年12月31日人口为7,043人。

## 友好城市
- 法國 索略（1972年）
- 義大利 卡普里诺-韦罗内塞（1984年）
- 美国 雷德福德（1990年）
- 德国 新迪滕多夫（英语：Neudietendorf）（1990年）
- 德国 施托滕海姆（英语：Stotternheim）（1990年）
- 德国 比绍夫斯迈斯（2010年）
- 希腊 埃夫罗塔斯（2022年）